# Ehrennadel der Stadt Luzern
Die Ehrennadel der Stadt Luzern wird an Luzerner Persönlichkeiten für ihre Verdienste um das Wohl der Stadt Luzern verliehen. Diese ist die höchste Ehrung, welche vom Luzerner Stadtrat (Exekutivorgan) vergeben werden kann. Über die ausgezeichneten Personen entscheiden alleine die Mitglieder des Stadtrates, ohne beratende Kommission, in nicht regelmässigen zeitlichen Abständen. Die Auszeichnung wird vom Stadtpräsidenten im Luzerner Rathaus feierlich überreicht.

## Bisherige Ehrennadelträger der Stadt Luzern
- 1980: Wolfgang Schneiderhan und Walter Strebi
- 1981: Siegfried Rosengart und Angela Rosengart
- 1983: Alois Troller
- 1984: Hans Erni und Alfred Waldis
- 1986: Rudolf Baumgartner
- 1987: Gemeinschaft der St.-Anna-Schwestern Luzern
- 1989: Ordensgemeinschaft der Krankenbrüder von Maria Hilf
- 1991: Josi Meier und Ulrich Meyer-Schoellkopf
- 1992: Sepp Riedener und Walter von Moos
- 1994: Georges Bucher
- 1996: Emil Steinberger und Werner Andermatt
- 2000: Hanspeter Balmer und Thomas Held
- 2001: Herbert Haag (postum)  und Clemens Thoma
- 2002: Judith Stamm und Alfred N. Becker
- 2008: Claudia Moser, Kaspar Lang und Edwin Rudolf
- 2012: Annamarie Käch, Carla Schwöbel-Braun und Walter Stierli
- 2014: Ursula Jones-Strebi und Michael Haefliger
- 2015: Helen Haas-Peter und Beat Fischer
- 2017: Urs Häner[1], Madlena Cavelti Hammer, Maggie Imfeld und Peter Schulz[2]
- 2022: Birgitte Snefstrup und Walti Mathis[2]
- 2023: Renate Metzger-Breitenfellner, Luisa Grünenfelder und Pierre Peyer